# زبیگنیف بونیک
زبیگنیف کازیمیرز بونیک (انگلیسی: Zbigniew Kazimierz Boniek؛ زادهٔ ۳ مارس ۱۹۵۶) یک بازیکن فوتبال اهل لهستان است.

## تیم ملی
وی همچنین در تیم ملی فوتبال لهستان بازی کرده‌است.